# 弗龙托内
弗龙托内（義大利語：Frontone），是意大利佩萨罗-乌尔比诺省的一个市镇。总面积36.01平方公里，人口1365人，人口密度37.9人/平方公里（2008年）。ISTAT代码为041018。